# Блу-Лейк (кратер)
Блу-Лейк (англ. Blue Lake crater) — потухший вулкан. Располагается на территории штата Орегон, США.
Блу-Лейк является мааром, находящемся на высоте 1230 метров. Состоит как минимум из 3 перекрывающих друг друга кратеров. Основной кратер заполнен водой и составляет диаметр 0,3 x 0,8 км. Почвы близлежащей местности состоят из базальтов, тефры, вулканического пепла. Кратер образовался примерно 1300 лет назад в результате взрывных извержений. Вулканическая деятельность распространилась на 6 километров к юго-западу от Блу-Лейка. Окружающая местность покрыта лесами.